# 드부르 아르투사

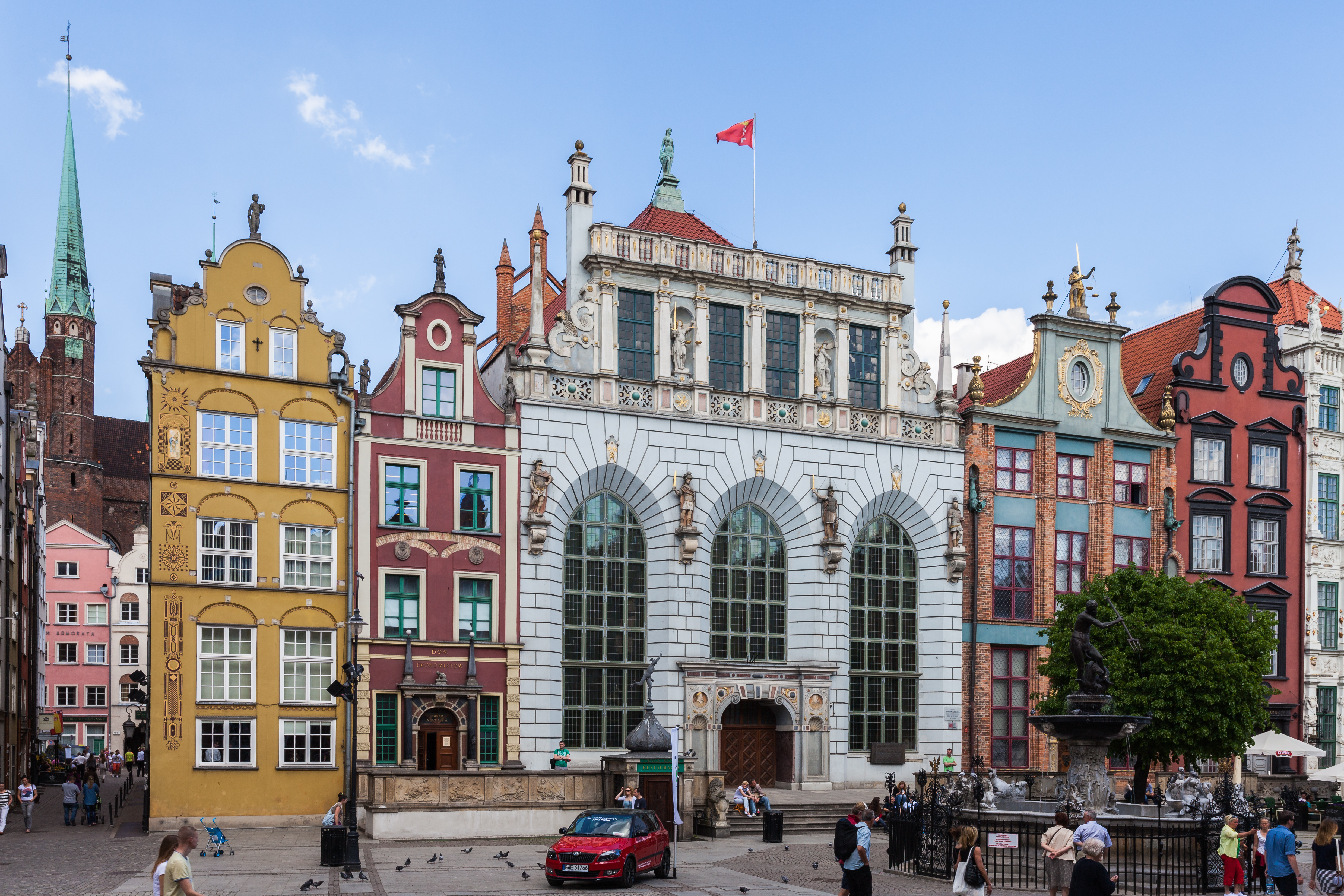
드부르 아르투사

드부르 아르투사(폴란드어: Dwór Artusa)는 폴란드 포모제주 그단스크에 있는 건축물이다. 예전에는 상인들의 만남의 장소이자 사교 활동의 중심지였다. 오늘날에는 수많은 방문객의 관광지 중 하나이자 그단스크 박물관의 한 분관이다.